# Bewaar het Pand
Het Nederlandse tijdschrift Bewaar het Pand is een tweewekelijks kerkblad van bevindelijk gereformeerde signatuur dat vooral gericht is op leden van de Christelijke Gereformeerde Kerken. De aanhangers van de behoudende vleugel binnen de Christelijke Gereformeerde Kerken worden naar dit blad meestal aangeduid als "Bewaar het Panders". Het blad heeft een vrij stabiele aanhang, van ongeveer 4.100 abonnementen. In 2016 werd een website geïntroduceerd. 

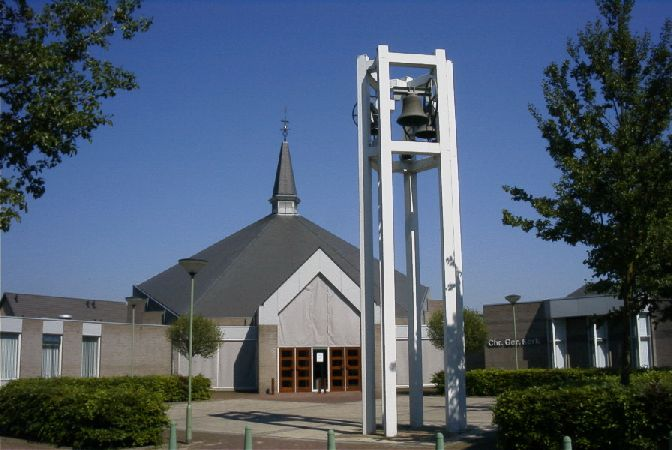
Christelijke Gereformeerde Kerk Werkendam

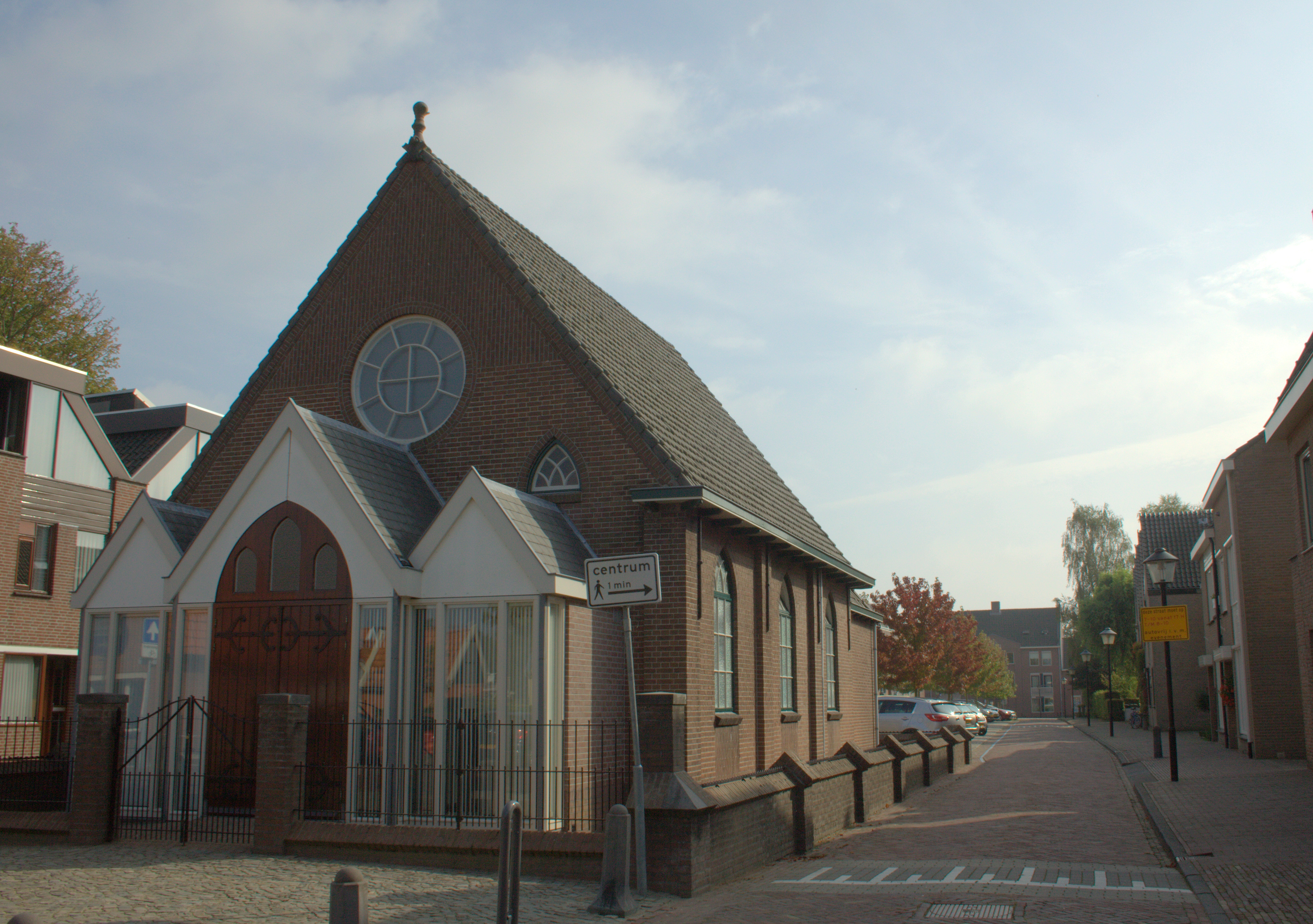
Christelijke Gereformeerde Kerk Vianen

In 1966 werd het kerkblad Bewaar het Pand opgericht met als doel de "bevordering en handhaving van de oude gereformeerde beginselen". Hierbij waren onder andere betrokken ds. P. Sneep, ds. M.C Tanis, ds. G. Blom, ds. H.C. van der Ent, ds. D. Slagboom, ds. Reinier Kok, ds. H. van Leeuwen en ds. M. Baan. De naam van het tijdschrift is ontleend aan de Bijbeltekst 1 Timotheüs 6:20-21a: 
O Timótheüs, bewaar het pand u toebetrouwd, een afkeer hebbende van het ongoddelijk ijdel-roepen, en van de tegenstellingen der valselijk genaamde wetenschap; dewelke sommigen voorgevende, zijn van het geloof afgeweken.

## Periode 1947-1953
Het motief achter de oprichting van Bewaar het Pand, lag in de ontwikkelingen binnen de Christelijke Gereformeerde Kerken na de Tweede Wereldoorlog. In 1947 was door de synode een deputaatschap ingesteld tot 'eenheid onder de gereformeerde belijders'. Samensprekingen vonden plaats met de vrijgemaakten en synodaal gereformeerden. Gelijktijdig voltrok zich binnen het kerkverband een verandering in prediking, liturgie en levensopenbaring. Om hiertegen een dam op te werpen werd een kring van geestverwanten gevormd bestaande uit de predikanten: ds. M. Baan te Dordrecht (1905–1973), ds. N. de Jong te Katwijk aan Zee (1899–1980), ds. H. van Leeuwen te Zaamslag (1906–1988), ds. J.G. van Minnen te Huizen (1900-1971) en ds. Cornelis Smits te Sliedrecht (1898–1994).
De thema's:
1. Prediking
"Voorwerpelijke Christusprediking en een verbondsobjectivering waarin het toepassende werk van de Heilige Geest wordt gemist."
2. Samensprekingen met de Gereformeerde Kerken in Nederland en de Gereformeerde Kerken Vrijgemaakt
Vanwege de praktijk van de veronderstelde wedergeboorte evenals met de Gereformeerde Kerken Vrijgemaakt (artikel 31) vanwege gemis aan Schriftuurlijk-bevindelijke prediking in deze kerken.
3. Het zoeken naar nieuwe vormen
Bijbelvertaling: [groep vertalers en medewerkers van de NBG vertaling van 1951 te breed en vermeende moderne invloeden in deze vertaling]
Liturgie: [bezwaren tegen invoering van meer gezangen vanuit een optimistische gemeentebeschouwing]
Belijdenisvragen: [voor nauwer contact tussen belijdenis doen en deelname Heilig Avondmaal]
Jeugdwerk: [waarin tekort gedaan aan de taak, de betekenis en de leer van de kerk]
Toenemende wereldgelijkvormigheid: [als een gevolgeffect]

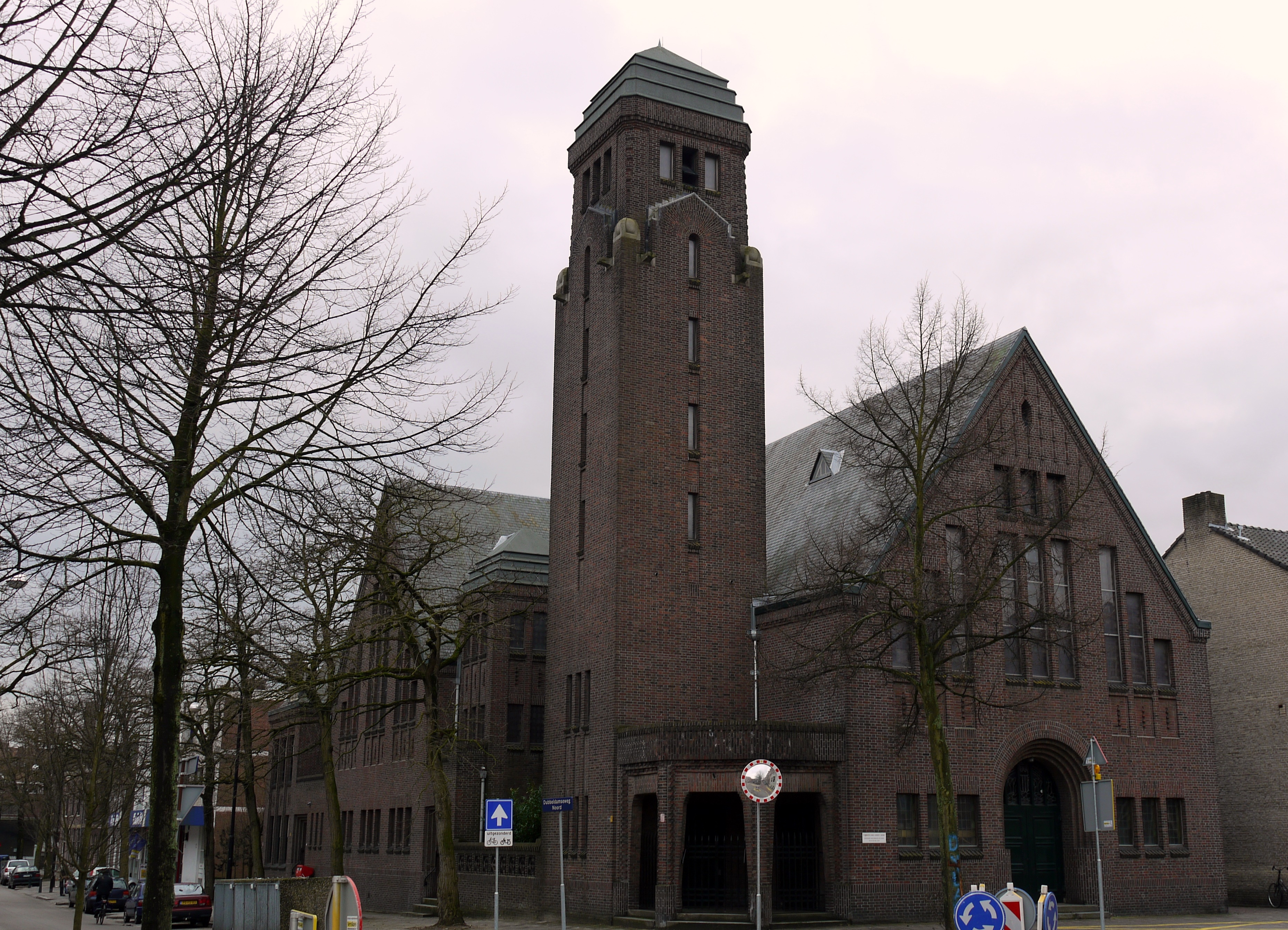
Christelijke Gereformeerde Kerk Dordrecht Centrum

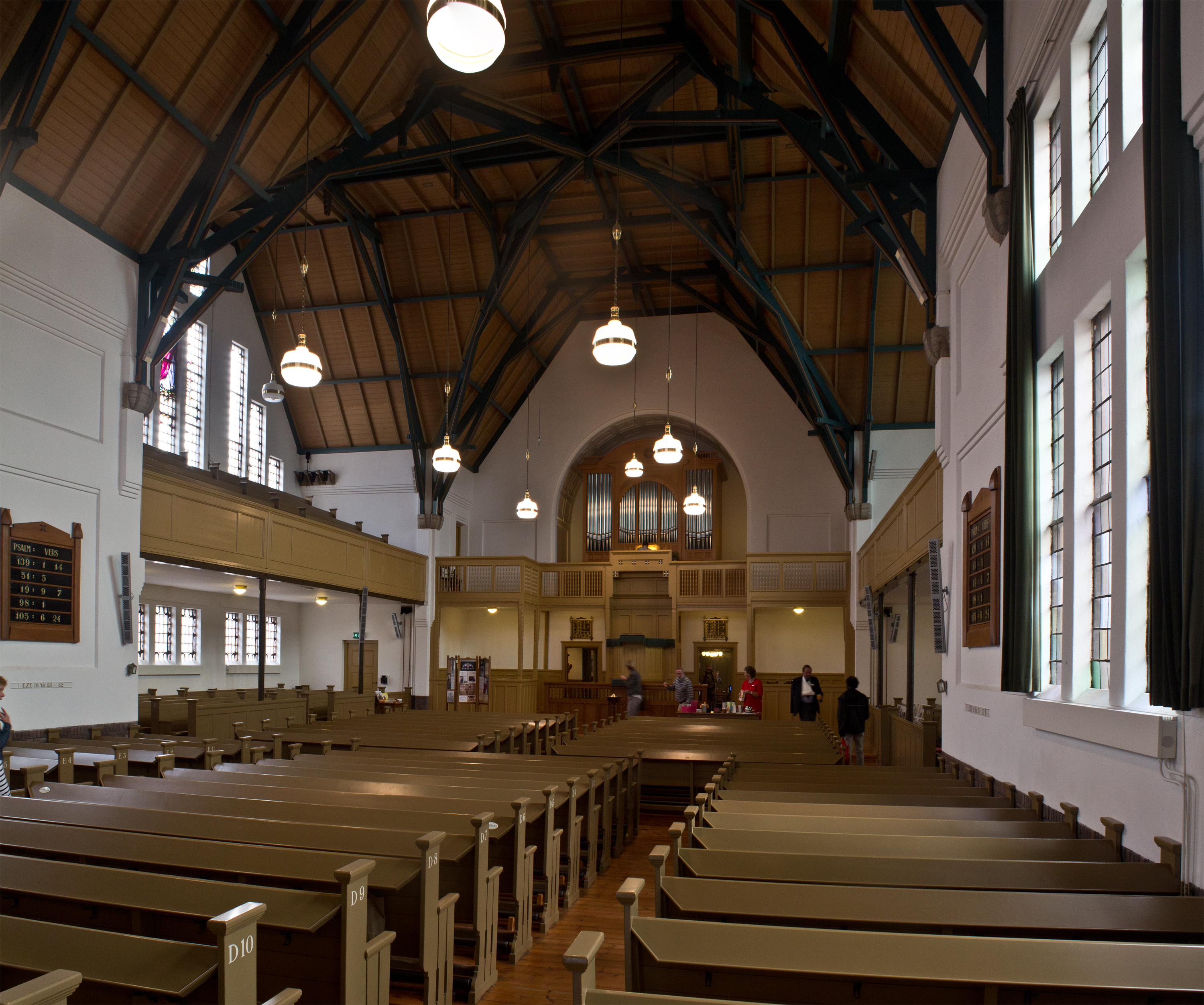
Christelijke Gereformeerde Kerk Dordrecht Centrum

### Het antwoord van de kerken (de Kanselboodschap van 1953)
De classis Dordrecht bij monde van ds. M. Baan, legde op de synode van 1953 een indringend rapport op tafel waarin de zorgen over het kerkelijke leven werden geuit en vroeg daarbij om dringende maatregelen. Als gevolg hierop heeft de synode van de Christelijke Gereformeerde Kerken een Kanselboodschap laten uitgaan, mede op aandrang van professor Gerard Wisse die de christelijk gereformeerden de waarschuwing meegaf: "de veronderstelde wedergeboorte de voordeur der kerk te hebben uitgeworpen, maar bezig zijn haar door de achterdeur weer binnen te halen".

## Periode 1953-1965
De kentering die nodig was om de geslagen breuk te helen bleef echter uit. De invoering van de NBG-vertaling in 1962 gaf opnieuw hevige deining binnen het kerkverband. Op initiatief van de heer Kooistra uit Damwoude werd het Landelijk Comité tot Behoud van de Statenvertaling opgericht dat ook binnen andere kerkverbanden steun kreeg. Behalve de heer Kooistra waren vanuit de Christelijke Gereformeerde Kerken hierbij betrokken de predikanten M. Baan, E. Venema, J.C. van Ravenswaaij en ouderling A. Bergsma uit Rotterdam-West. Laatst genoemde schreef een brochure: Statenvertaling contra Nieuwe Vertaling.  Er kwam ook een blad genaamd Standvastig.
Halverwege de jaren zestig begonnen vragen ten aanzien van het Schriftgezag een rol te spelen, toen prof. dr. Berend Jakob Oosterhoff relativerende theologische inzichten aangaande de eerste hoofdstukken van de Bijbel en de Brieven van Paulus begon te uiten.
Het uitzenden van kerkdiensten via de televisie vormde voor velen de spreekwoordelijke druppel die de emmer deed overlopen, omdat hierdoor het waarschuwen tegen dit medium in huiselijke kring onder druk kwam te staan. Hoewel door de voorstanders een positief effect werd beoogd (het op grote schaal uitdragen van het evangelie via de tv zou een negatief resultaat geoogst worden (een drempelverlagend effect in gebruik) was de gedachte van de bezwaarden.

#### Oprichting van Bewaar het Pand (1966)
Vanaf de jaren vijftig hadden steeds meer individuele behoudende predikanten zoals G.A. Zijderveld, J.G. van Minnen, E. Venema, P. van der Bijl, en J.C. van Ravenswaaij het kerkverband verlaten soms met gemeente en al. De oprichters van Bewaar het Pand - ds. P. Sneep, ds. M.C Tanis, ds. G. Blom, ds. H.C. van der Ent, ds. D. Slagboom, ds. Reinier Kok, ds. H. van Leeuwen en ds. M. Baan - wilden een poging doen om de behoudende christelijke gereformeerde richting bijeen houden en wilden een scheuring op grotere schaal voorkomen.
Ons blad [is uit] de nood is geboren. Daar stond geen organisatie achter, maar daar stonden verontruste kerken en kerkenraden achter. Er dreigde enige jaren geleden een scheuring, na de synode van 1965. Toen heeft men elkaar gevonden. Men heeft elkaar vastgehouden, een van gevoelen wat betreft de leer der waarheid en het werk van Gods Geest in de harten van zondaren. In het eerste nummer van ons blad is geschreven over wat werd beoogd. Pas later is de stichting Bewaar het Pand opgericht, uit praktische overwegingen. En weer pas later bleek het wenselijk elkaar regelmatig te ontmoeten. Al jarenlang komen velen tweemaal per jaar bijeen. Het blijkt dat deze ontmoetingsdagen in een grote behoefte voorzien. Het is duidelijk dat nog velen in ons land achter Bewaar het Pand staan. Aan de hand van het aantal abonnees op ons blad, vergeleken met het aantal abonnees op De Wekker, en van het aantal bezoekers op onze ontmoetingsdagen, vergeleken met het aantal schooldag-bezoekers kunnen we wel vaststellen dat tenminste nog een derde gedeelte van onze kerken achter Bewaar het Pand staat. Dat wil dus zeggen, dat zij willen blijven bij wat onze kerk was en voorstond in haar blijven voortbestaan in 1892.— Ds. G. Blom
De oprichting van Bewaar het Pand heeft inderdaad bewerkstelligd dat een behoudend deel binnen de Christelijke Gereformeerde Kerken gebleven is, al is hun aandeel binnen het kerkverband wel sterk geslonken. Een groot aantal gemeenten die vroeger als behoudend christelijk gereformeerd golden zijn momenteel theologisch onherkenbaar verkleurd. Nog altijd is men binnen Bewaar het Pand zeer bezorgd over de ontwikkelingen die zich voordoen binnen het kerkverband. Lagen de thema's in de jaren vijftig en zestig nog vooral op de prediking (het bevindelijk gehalte daarvan) in de huidige situatie ligt het terrein vooral op de theologie (leer) en het leven (ethiek)

## Recente ontwikkelingen (1966-heden)
Rondom het blad Bewaar het Pand is een netwerk ontstaan van toogdagen, verenigingen en kringen van ambtsdragers. Tot de vaste medewerkers van het blad behoren momenteel de predikanten Anton Egas, (1957), Adrie van Heteren (1951), Klaas Hoefnagel (1949), Rien Kempeneers (1964), Piet Roos (1938), Arjan Ruis (1978), Jaap Kieviet (1950), prof. dr. Arie Baars en W.L. van der Staaij.

### Samenwerking met gelijkgezinden
Op tal van terreinen werkt de Bewaar het Pand richting binnen de Christelijke Gereformeerde Kerken samen met andere kerkgenootschappen. Zo nam ds. A. Egas deel aan de stuurgroep van de De Bijbel met uitleg, een editie van de Statenvertaling in de versie van de Gereformeerde Bijbelstichting met uitleg van woorden en verzen. Aan dit laatste initiatief namen ook predikanten deel uit de Protestantse Kerk Nederland, Gereformeerde Gemeenten, Hersteld Hervormde Kerk, Gereformeerde Gemeenten in Nederland en de Oud Gereformeerde Gemeenten in Nederland.

## Bekende personen

### Bekende personen uit de geschiedenis van 'Bewaar het Pand'
- Reinier Kok (1890-1982) Hoewel ds. R. Kok wel behoorde tot de stimulators van Bewaar het Pand, was diens rol in de uitvoering naar eigen wens meer op de achtergrond.
- W.F. Laman (1900-1964) Predikant Middelharnis (1932), Haarlem-Centrum (1939), Rotterdam-West (1944), Hamilton (Free Chr. Ref. Church) (1956), beroep naar Dordrecht-Centrum in maart 1964 aangenomen.
- M.S. Roos (1897-1971) Lerend ouderling Naarden (1946), predikant Zwijndrecht (1951), Alphen aan den Rijn (1956), 's-Gravenzande (1961), Elburg (1965)
- Nicolaas de Jong (1899-1980) predikant Rijnsburg (1931), 's-Gravenhage-West (1934), Middelharnis (1946), Katwijk aan Zee (1952), Maassluis (1964), Driebergen (1967)
- Johannes van Doorn (1900-1973) predikant Ede (1930) Ouderkerk a/d Amstel (1936), 's-Gravendeel (1942), Urk (1945), Ermelo (1948), Tholen (1958), Doornspijk (1963)
- J. Hamstra (1900-  )
- J. Keuning, (1915-  ) Predikant (1952), Veenendaal (1959) Hamilton Canada FCRC (1968)
- Maarten Baan (1905-1973) predikant Rijnsburg (1935), Bussum (1937), Dordrecht (1946) Zeist (1962)
- Gerrit Blom (1905-1992) Predikant Meerkerk (1950) Ds. G. Blom was jarenlang een belangrijke woordvoerder van de Bewaar het Pand richting. Blom oriënteerde zich sterk op de oude lijn van de Christelijke Gereformeerde Kerk en liet van zich horen wanneer hij meende dat er afwijkende geluiden binnen het kerkverband te horen waren.
- Hendrik van Leeuwen (1906-1988) predikant Ermelo (1940), Tholen (1946), Delft (1949), Zaamslag (1952), Arnhem (1955), Rotterdam-West (1962), Urk (1968), Elburg (1973) Ds. Van Leeuwen was redactielid van het blad Bewaar het Pand. Voor dit orgaan schreef hij regelmatig artikelen. Van zijn hand verschenen ook diverse preken. Ds. Van Leeuwen was afgevaardigde naar de generale synode van 1953 te Apeldoorn en naar enkele particuliere synoden.
- Pieter Overduin, (1915-1995) predikant Rotterdam-Kralingen. (Gereformeerde Gemeente Hersteld Verband) 1980 (Chr Gereformeerd).
- Pieter Sneep (1916-1976) Lerend ouderling Vlaardingen (1961); Predikant Zaamslag (1965); Alphen aan den Rijn (1970); Driebergen (1974)
- Hendrik Cornelis van der Ent (1918-1997) predikant Werkendam (1952), Rotterdam-West (1958), Middelharnis (1961), Katwijk aan Zee (1965), Dordrecht-Centrum (1978), Elburg (1986) Ameide bijstand in pastoraat (1994)
- Marten Vlietstra (1924-2017)
- D. Slagboom, (1926-1997) Predikant Middelburg (1951) 's-Gravenzande (1955), Urk (1961) Dordrecht-Centrum (1964), Barendrecht (1972), Katwijk (1979), Doornspijk (1990), bijstand in pastoraat te Nieuwkoop (1995)
- J. van der Vlies (1927-1983) Predikant Nieuwpoort (1970), Driebergen (1979)
- Gerald Hamstra (1927-2018) [Studie aan Westminster Theological Seminary Philadelfia (USA), predikant Toronto (Bloor East Presbyterian Church) (1963), Dundas (Old Christian Reformed) (1972), Alphen aan den Rijn (1977), Elburg (1981), Clifton, New Jersey (1985), Toronto (1992), emeritus (1999)
- Pieter van Zonneveld (1928-2017)
- Pieter Beekhuis (1935-1993) Predikant Noordeloos (1968); Rotterdam-Kralingen (1981)
- Gijsbert Bouw (1936-2012)

### Historisch
- Meiden, L.H. van der, Een voorganger herdacht, uit het leven en werk van ds. J.W. van Ree (1890-1934)
- Geroepen tot het Licht: ter gedachtenis aan wijlen ds. Gerrit Willem Alberts (1886-1961) [predikant, Zutphen (1923). In zijn latere leven verrichtte hij als emeritus-predikant werk in Vlaardingen]
- Brummen D.J. van, Sprekende nadat hij gestorven is. Meditaties door wijlen ds. D.J. van Brummen, christelijk gereformeerd predikant. Met een voorwoord van ds. C. Smits te Driebergen.
- Veenendaal, J. e.a. De wond 'ren gadeslaan 90 jaar Christelijke Gereformeerde Kerk Barendrecht (1988)
- Rijke, Joh. de, Gerard Wisse, een profetisch prediker (1993) (Een studie aan Gerard Wisse en zijn boodschap)
- Ham, H. Van der, Een wolk van getuigen, Portretten van christelijke gereformeerde predikanten A. Van der Heijden (1865-1927), D.J. Van Brummen (1862-1946), Johannes Adams Riekel (1869-1949), Pier de Groot (1876-1959), Klaas Groen (1883-1943), Daniel Driessen (1879-1961), M.S. Roos (1897-1971) en Willem Frederik Laman (1900 - 1964) (1995)
- Ham, H. van der, Professor Wisse Levensschets en meditaties Professor Wisse (1873-1957)
- Heystek, A., M. van Genderen en C.M. Kwantes. Zijn wond' ren een gedachtenis, herdenkingsboek van de Christelijk Gereformeerde kerk van Sliedrecht-Centrum (1894-1994)
- Tanis, M.C. Uw getrouwheid is van geslacht tot geslacht, 50 jaar Christelijke Gereformeerde Kerk te Oud-Vossemeer (1946-1996)
- Ham, H. van der, Sions heil en troost, overdenkingen van Christelijke Gereformeerde Predikanten (F.P.L.C. van Lingen (1832-1913), J. Wisse Czn (1843-1921)., F. Lengkeek (1871-1932), H. Janssen (1872-1944), P.J.M. de Bruin (1868-1946), P. de Groot (1876-1959), Reinier Kok (1890-1982) (Kampen, 1997)
- Kwantes, C.M. Genade en eer Uit het leven van ds. W.F. Laman (1900-1964) (1998)
- Die Gij hebt vanouds gedaan 100 jaar Christelijke Gereformeerde Kerk Barendrecht met preken van de predikanten J.P. Meijering, J.W. van Ree, P. van der Bijl, J. Keuning, M.C. Tanis, D. Slagboom, J. Veenendaal, A. Van Heteren en H.C. van der Ent (1998)
- Ent, H.C. van der, Onbegrijpelijke liefde Meditaties en een levensschets van ds. H.C. van der Ent (1999)
- Bouw, G. e.a. Wij gedenken uw weldadigheid, een eeuw Christelijke Gereformeerde Kerk Alphen aan den Rijn met levensloop en preken van predikanten die de gemeente hebben gediend D.J. van Brummen, J.D. Barth, P. Zwier, W. Baaij, M.S. Roos, R. Kok, P. Sneep, G. Hamstra, L.W. van der Meij, E. Hakvoort (2004)
- Evenwel is God mijn Koning. Leven en werk van ds. D. Slagboom (1926-1997) (2008)
- Ham, H. Van der, De minste der broederen, Portretten van christelijke gereformeerde predikanten Nicolaas de Jong (1899-1980), Maarten Baan (1905-1973), Pieter Sneep (1916-1976), Frans Bakker (1919-1965) en lerend ouderling A. Van Rossum, (2010)
- Koffeman, G., Weerd, A. van de, Liefde voor het Woord, Leven en werk van Prof. L.H. van der Meiden (1182-1962) alsmede een selectie uit de van zijn hand verschenen meditaties in het jeugdblad Luctor et Emergo (2011) Met een inleiding verzorgd door Prof. A. Baars, Om Sions Wil (2011)
- Ham, ds. H. van der, Ambtsbroeders, Uit het leven van ds. F.P.L.C. van Lingen en Jac. Wisse (2016)
- Veenendaal, J. Het volk dat in duisternis wandelt zal een groot licht zien Levensschets en meditaties ds. J. Veenendaal (1945-2010)

### Leerstellig
- Wisse, G. De droefheid naar God, (1926)
- Bruin, P.J.M. Het formulier van de kinderdoop (1937)
- Meiden, L.H. De strijd des geloofs (1937)
- Wisse, G. Uit den Verbondsschat, (1931)
- Wisse, G. De ambtelijke bediening van den Christus in de geloovigen (Amsterdam, 1937.) herdruk 1986, [2005 geredigeerd door G.C. van Haaren]
- Meiden, L.H. van der. Het bevindelijk element in de prediking (1938)
- Meiden, L.H. van der. Wat is bevinding? Voor de practijk van de godzaligheid (1951)
- Baan, M. Een onwedergeborene op z'n best en een wedergeborene op z'n slechtst (Bussum, z.j.)
- Baan, M. Standen in het geestelijke leven (in: De Wekker 1959)
- Meiden, L.H. van der. De lichtpoort boven de nachtspelonken (1962)
- Baan, M. De orde des heils (in: De Wekker 1963)
- Bakker, F. Gebedsgestalten (1964)
- Baan, M. Jeugdleven in Bijbels licht (1969)
- Tanis, M.C. Hoe staat we tegenover het getuigenis van 1953? (in: Bewaar het Pand 25 jan. 1973)
- Baan, M. Geloofsverwachting (1974)
- Baan, M. Geloofsvertrouwen (1975)
- Ent, H.C. van der Een kleine man van grote kracht, over het leven van Gideon, met een voorwoord van ds. G. Blom. (1979)
- Sneep, P. David een man des geloofs, zeven preken over het geloofsleven van David (1981)
- Blom, G. e.a. De Kerk een wonder (1982)
- Veenendaal, J. Wat is christelijke gereformeerde prediking? (1997) de kanselboodschap van 1953 toegelicht
- Tanis, M.C. Merktekenen van een christen art. 29 NGB (1998)
- Vlies, J. van der (1927-1983) Het Troostboek Preken over De Heidelbergse Catechismus (zes delen)
- Slagboom, D. Belijden en beleven, een praktische toelichting op de Nederlandse Geloofsbelijdenis (2010)
- Boer,  A. den. Positiebepaling ten aanzien van de vrijgemaakten, toegespitst op de prediking (in: Bewaar het Pand, 10 oktober 2002)
- Uitslag, A.C. Aloude beginsel CGK in het geding, (in: Reformatorisch Dagblad, 18 december 2007)
- Wisse, G. De heilsfeiten, heruitgave publicatie 1947 voorzien van een inleiding Prof. dr. A. Baars (2007)
- Ham, H. van der, Vasthoudende liefde, Preken van ds. F.P.L.C. van Lingen (1832-1913, ds. F. Bakker (1919-1965), ds. M. Baan (1905-1973)
- Ruis, A.J.T. Christus en de Samaritaanse vrouw zes preken (2018)
- Kempeneers, M.A. Arm en blind, 4 preken over de blinde Barthimeus (2019)
- Butter, P. den De genadige verkiezing (2019)
- Butter, P. den Het evangelie van Zefanja (2019)
- Ent, H.C. van der Graankorrels. Preken van ds. H.C. van der Ent (1918-1997) (2019)
- Ent, H.C. van der Vaart wel! Preken van ds. H.C. van der Ent (2019)
- Bouw, G. Gij zijt hun roem, 5 preken van ds. G. Bouw (1932-2012) (2019)
- Leeuwen, H. van Hoe zalig is het volk (4 preken) (2020)
- Slagboom, D. Spreek tot hen, Zes preken over de profetieën van Jeremia (2020)

### Overige literatuur
- Bergsma, A. Statenvertaling contra Nieuwe Vertaling (z.j.)
- Ds. M. Baan, De nieuwe Bijbelvertaling in discussie (1970)
- Scholten, L.M.P., L.J. van Belzen, en J. de Koning. Statenvertaling in de 21ste eeuw, de Herziene Statenvertaling op de keper beschouwd (2011)